# Who Said
«Who Said» es una canción pop de la cantante Miley Cyrus en su personaje de Hannah Montana —el alter ego de Miley Stewart— que interpretó en la serie de televisión de Disney Channel Hannah Montana. Fue compuesta por Matthew Gerrard, Robbie Nevil y Jay Landers y la producción quedó a cargo del primero. Walt Disney Records publicó el tema el 11 de julio de 2006 como el segundo sencillo de la primera banda sonora de la serie, Hannah Montana. «Who Said» tiene aspectos musicales del teen pop y la letra trata sobre el individualismo.
En los Estados Unidos, alcanzó los puestos 63 y 83 en las listas de Billboard Pop 100 y Hot 100, respectivamente; su aparición en esta última convirtió a Cyrus en la primera artista en tener siete canciones posicionadas en la lista la misma semana. Se filmó un videoclip del tema con imágenes tomadas de un concierto.

## Antecedentes y composición
Matthew Gerrard compuso «Who Said», con la ayuda de Robbie Nevil y Landers Jay. Gerrard coescribió un total de seis canciones de Hannah Montana, mientras que Nevil coescribió cuatro y Landers dos. Una versión en karaoke está disponible en Disney's Karaoke Series: Hannah Montana (2007) mientras que una versión remezclada aparece en Hannah Montana: Hits Remixed (2008). La canción primero se estrenó en Radio Disney el 10 de marzo de 2006 con el fin de promover la serie y posteriormente se lanzó como sencillo de Hannah Montana el 11 de julio de ese año a los minoristas digitales. La portada del sencillo para el lanzamiento era la misma que la banda sonora.
«Who Said» es una canción pop con una duración de tres minutos y quince segundos. Según Allmusic, incorpora varios estilos teen pop en su música. La canción se encuentra en un compás de 4/4 y tiene un tempo moderado de 120 pulsaciones por minuto. Está compuesta en la tonalidad de mi mayor y la voz de Cyrus abarca dos octavas, desde si3 a do♯5. «Who Said» sigue la progresión de acordes mi-la. Chris William de Entertainment Weekly percibió que la letra de «Who Said» hacía referencia al individualismo, lo que se reflejó en las líneas I'm individual / I'm not like anyone («Soy única / no soy como cualquier persona»).

## Recepción

### Crítica
Chris William de Entertainment Weekly describió el estilo de «Who Said» como una imitación simultánea de los estilos de Avril Lavigne, Ashlee Simpson y Britney Spears, el cual había contratado su tema lírico. En una crítica de The Star Scoop, comenta que «el concierto del DVD, en el que aparecen vídeos de "Best of Both Worlds", "Who Said", "Just Like You", "Pumpin' Up the Party" y "The Other Side of Me" es un gran bonus, que añade diversión para los niños que no pueden esperar a unirse a Hannah cuando sube al escenario». La página Monster and Critics dijo que «"Who Said" es como una página arrancada de los diarios emo».

### Comercial
«Who Said» recibió airplay exclusivo en Radio Disney, por lo que sus apariciones en las listas consistían principalmente de descargas digitales. En la semana del 5 de agosto de 2006, la canción debutó en el número 92 en el Billboard Hot 100. Tiempo después del lanzamiento de la banda sonora, entró en el número 44 en la lista Digital Songs. «Who Said» volvió a entrar en el Hot 100 en la posición 83, y se convirtió así en uno de los temas que hicieron a Cyrus la artista femenina con más canciones posicionadas en la lista la misma semana. Posteriormente, Taylor Swift duplicó ambos récords. La canción también alcanzó el puesto número 63 en el Pop 100 y el puesto 75 en el Canadian Hot 100.

## Interpretaciones en directo
Cyrus, vestida como Montana, estrenó «Who Said» junto con otras seis canciones de la banda sonora en la grabación de conciertos para la primera temporada de Hannah Montana. En la presentación, la cantante usó una camiseta blanca bordada con una cruz de diamantes, pantalones vaqueros, minifalda negra en la parte superior de la misma, botas de cuero negro, chaqueta de cuero y plata. Comienza con Cyrus, entrando detrás de un enorme cartel iluminado que deletrea «Hannah Montana». A continuación, recorre todo el escenario mientras canta el número. Posteriormente, Disney Channel lanzó la presentación como videoclip el 10 de abril de 2006. Cyrus también interpretó la canción en veinte fechas en el otoño de 2006, cuando abrió la gira de las The Cheetah Girls, The Party's Just Begun Tour (2006-07).

## Posicionamiento en listas
| País           | Lista (2006)      | Mejor posición |
| -------------- | ----------------- | -------------- |
| Canadá         | Canadá            | 65             |
| Estados Unidos | Billboard Hot 100 | 83             |
| Estados Unidos | Digital Songs     | 44             |
| Estados Unidos | Pop 100           | 63             |

## Certificaciones
| País (Organismo certificador) | Certificación | Ventas certificadas | Ref.   |
| ----------------------------- | ------------- | ------------------- | ------ |
| Estados Unidos (RIAA)         | Oro           | 500 000             | [ 19 ] |